# Nexhmije Pagarusha
Nexhmije Pagarusha, albanese:Nexhmije Pagarusha (Pagarushe, 7 maggio 1933 – Pristina, 7 febbraio 2020), è stata una cantante lirica e attrice kosovara di origine albanese, nota come artista discografica per la sua distinta estensione vocale da soprano, che mostrò eseguendo varie canzoni popolari albanesi del Kosovo durante la sua carriera, che ha attraversato 36 anni, dal 1948, nel suo debutto a Radio Prishtina, al 1984, nel suo concerto finale a Sarajevo. Il suo stile musicale non si limitava solo alla musica classica e albanese, poiché si esibiva anche in rock, pop, funk. Fu soprannominata la "Regina della musica albanese". Lavorò anche come attrice sul palcoscenico e per produzioni televisive.

## Biografia
Nexhmije Pagarusha nacque nel 1933 nel piccolo villaggio di Pagarusha, vicino alla città di Malisheva, in Kosovo, all'epoca in Jugoslavia.. Suo padre era un insegnante liberale che le lasciò scegliere una carriera artistica. Terminò la scuola elementare a Malisheva e poi andò a Belgrado, dove frequentò una scuola di musica per tre anni, nella sezione di canto solista. Iniziò la sua carriera musicale come cantante per Radio Pristina nel 1948.
Il suo lavoro creativo musicale durò quasi 40 anni e, a causa del contrasto tra i generi in cui si è esibita, non è facile definire Pagarusha come un tipo specifico di cantante. Cantò sia musica popolare che musica classica, in particolare l'opera. A Pagarusha le furono dati titoli come Bilbili i Kosovës (Usignolo del Kosovo), Regina della musica kosovara e Madama Butterfly.
Si esibì non solo nel suo paese, ma anche in altri paesi europei, conducendo diverse tournée con l'ensemble musicale Shota in questi paesi e anche in Israele. In Kosovo ottenne il titolo di Këngëtare e shekullit (Cantante del secolo).
Una canzone "Baresha" (La pastorella), fu una delle sue canzoni più popolari. Composta da suo marito, Rexho Mulliqi (1923-1982), il testo fu scritto da Rifat Kukaj (1939-2005). Nella canzone, lunga quasi sei minuti, si alternano un ritmo lento di sette battute e un ritmo veloce di nove battute. Negli anni '60 si esibì anche all'estero (Germania, Austria, Israele e Bulgaria) insieme all'ensemble folcloristico Shota. Nel 1973 partecipò alla Jugovizija (turno preliminare jugoslavo dell'Eurovision Song Contest) con la canzone E vetmja dashuri (L'unico amore), ma il titolo in lingua albanese non prevalse. Pagarusha recitò in molte opere teatrali e cinematografiche e anche come attrice vinse molti premi.
Concluse la sua carriera musicale nel 1984 dopo aver tenuto un grande concerto a Sarajevo. Nel 2000 cantò una canzone intitolata "Për ty" (Per te) in uno show televisivo albanese, dopo 16 anni di assenza. Lavorò come consulente senior per la musica presso Radio Kosovo e Radio Blue Sky, entrambe con sede a Pristina.
Nel novembre 2012 fu insignita della decorazione "Onore della Nazione" (in albanese: Nderi i Kombit) dal Presidente dell'Albania Bujar Nishani.
Pagarusha morì il 7 febbraio 2020 per malattia all'età di 86 anni.

## Discografia
Pagarusha ha interpretato più di 150 canzoni. Tra quelle di maggior successo:
- Baresha (in italiano: La pastorella)
- Ani mori nuse (Va bene, oh giovane sposa)
- Mora testin (Ho fatto il test)
- Kur më shkon si zog n'hava (Quando voli come un uccello nel cielo)
- Kur më del në derë (Quando ti presenti alla mia porta)
- Ke selvitë (Ai cipressi)
- C'u ngrit lulja në mëngjes (Come è sorto il fiore al mattino)
- Çil njat zemër plot kujtime (Apri quel cuore pieno di ricordi)
- Dallëndyshe (Uccello rondine)
- Një lule (Un fiore)
- Zambaku i Prizrenit (Giglio di Prizren)
- Sytë për ty i kam të njomë (I miei occhi per te sono bagnati)

## Filmografia
- 1967 - Dasma e përgjakur
- 1973 - Jugovizioni
- 1976 - Gëzuar viti i ri
- 1977 - E kafshoja terrin
- 1980 - I ikuri
- 1981 - Tre vete kapërcejnë malin
- 1997 - Vrasësit bëjnë dasmë natën
- Lepuri me pesë këmbë
- Fluturimi i Micakut
- Daullet e të çmendurve
- Rexha i nënës në grazhd të kalit